# Serafín Latón
Serafín Latón o Serafín Bombilla (en las ediciones en francés, Séraphin Lampion) es un personaje ficticio de las historietas de la serie Las aventuras de Tintín, del dibujante belga Hergé.

## Historia
Para el nombre de Serafín Latón (Séraphin Lampion en la versión francesa original) Hergé eligió inicialmente Crampon, que fue derivado de la expresión francesa «Quel crampon!» («¡Qué sanguijuela!»), pero en última instancia, prefirió el menos explícito y áspero sonido Lampion.
Es un personaje secundario pero recurrente que hace cortas apariciones en varios álbumes de la serie. Agente de seguros, padre de familia numerosa y arquetipo de pelmazo desvergonzado, hace su primera aparición en El asunto Tornasol, cuando por una avería en su coche debe pedir refugio temporal en el castillo de Moulinsart. Más adelante aparecerá en Las joyas de la Castafiore y en Tintín y los 'Pícaros'. También hace una muy breve aparición en la página final de Stock de coque, así como también al final de Vuelo 714 para Sídney.
Su jovialidad y extroversión le harán tomarse enseguida demasiadas confianzas con el principal habitante del castillo, el capitán Haddock, quien, por el contrario, se irrita extraordinariamente con su presencia. Latón intentará hacer un seguro del castillo y esa será la excusa para repetir las visitas, que enseguida se producirán sin excusa alguna, acompañado de su numerosa familia o de otros personajes.
Cuenta incansablemente anécdotas de un tío suyo llamado Anacleto (nombre cambiado a Anatolio en algunas traducciones en español). Es radioaficionado, presidente del Club del Volante y miembro de un grupo carnavalesco.
En la serie de televisión de Ellipse y Nelvana Las aventuras de Tintín (serie de televisión) aparece en Las siete bolas de cristal cuando un excelente faquir que pone a una chica árabe en hipnosis le pregunta su nombre y número de carné de identidad.